# فيرنا فيلتون
فيرنا فيلتون (بالإنجليزية: Verna Felton) هي مقدمة برامج إذاعية وممثلة أمريكية، ولدت في 20 يوليو 1890 بساليناس في الولايات المتحدة، وتوفيت في 14 ديسمبر 1966 بهوليوود في الولايات المتحدة بسبب سكتة. بدأت مشوارها المهني سنة 1917.

## أعمال

### أفلام
- (1941) دمبو[6][7]
- (1950) سندريلا[8][9][10][11]
- (1951) أليس في بلاد العجائب[12][13][14]
- (1955) النبيلة والشارد[15][16][17]
- (1955) نزهة
- (1959) الأميرة النائمة[18][19][20][21]
- (1967) كتاب الأدغال[22][23][24]

## وصلات خارجية
- فيرنا فيلتون على موقع IMDb (الإنجليزية)
- فيرنا فيلتون على موقع ألو سيني (الفرنسية)
- فيرنا فيلتون على موقع ميوزك برينز (الإنجليزية)
- فيرنا فيلتون على موقع أول موفي (الإنجليزية)
- فيرنا فيلتون على موقع قاعدة بيانات برودواي على الإنترنت (الإنجليزية)
- فيرنا فيلتون على موقع قاعدة بيانات الأفلام السويدية (السويدية)
- فيرنا فيلتون على موقع إن إن دي بي (الإنجليزية)
- فيرنا فيلتون على موقع ديسكوغز (الإنجليزية)
- فيرنا فيلتون على موقع قاعدة بيانات الفيلم (الإنجليزية)
- فيرنا فيلتون على موقع كينوبويسك (الروسية)